# 麻枝准の殺伐RADIO
『麻枝准の殺伐RADIO』（まえだじゅんのさつばつラジオ）は、2009年から『Angel Beats!』『Charlotte』『神様になった日』の公式ホームページより配信されているWEBラジオ。パーソナリティはKeyのゲームシナリオライターで、上記3作でも脚本を務める麻枝准。

## 概要
- テレビアニメ『Angel Beats!』の脚本家・麻枝による殺伐したWEBラジオ。
- Angel Beats!の宣伝のためのラジオであるが、そこに留まらず麻枝自身の学生時代の思い出や音楽など、バラエティに富んだ内容となっている。
- 番組の挨拶は「殺伐わー」。第2回配信から麻枝は「しねっ!」と答える。しかし決して「しねっ!」というのは本当にそう思うのではなく、あくまで麻枝准なりの挨拶である。第3回からは本人希望の「大人になんてならなければよかった…」が挨拶となった。
- 番組は第1回は約1時間半、第2回は約4時間、第3回は約5時間と録音時間がとても長い。
- 基本的に編集を行っておらず、喋りを噛んでもカットせず、録音中に休憩を入れずぶっ通しで収録している。
- 番組の始まる際の「麻枝准の殺伐らじお〜」という音声は麻枝本人がやっている。
- 最終回である第4回を除き、配信から約1か月後に『戦後処理』として雑談が追加配信される。Angel Beats!の番組プロデューサー・鳥羽洋典のタイトルコールから始まり、麻枝、ゲストを加えて行われる。
- 2015年のアニメ『Charlotte』の放送に合わせWEBラジオも復活。
- 第1回と復活 第1回では、タイトルコールの後にフリー素材の出囃子が流れる。[1]
- 2020年放送予定『神様になった日』放送に合わせ、再三のラジオ復活。

## 配信内容（第1期）

### 第1回配信
配信日2009年5月30日
配信時間1時間21分
- 麻枝の初めてのラジオ。自身曰く「噛み噛み」だったそうだが、そこまででもなかった。「殺伐わー」という挨拶が生まれる。

### 第1回 戦後処理
配信日2009年6月30日
配信時間10分
ゲスト鳥羽洋典
- 鍵っ子だという鳥羽とkeyのシナリオライター麻枝によるおまけコーナー。

### 第2回配信
配信日2009年9月30日
配信時間3時間57分
ゲスト麻枝の大学時代からの親友の中川
- 親友の中川との配信。かなり長時間。「視聴される際はお手洗いを済ませ、軽食と飲み物を用意するのを勧める」という注意書きがある。

### 第2回 戦後処理
配信日2009年10月30日
配信時間24分
ゲスト鳥羽、中川
- 鳥羽がパーソナリティでKIMELLAの2人（麻枝、中川）がゲストという形で行われる。

### 第3回配信
配信日2009年12月29日
配信時間5時間05分
ゲストAngel Beats! オープニングアーティスト、Lia
- AIRからKeyを支えてきた歌姫・Liaとの配信。第2回を超える5時間超。前回同様「視聴される際はお手洗いを済ませ、軽食と飲み物を用意するのを勧める」という注意書きがある。

### 第3回 戦後処理
配信日2010年1月30日
配信時間28分
ゲスト鳥羽、Lia

### 第4回配信（最終回）
配信日2010年3月31日
配信時間3時間51分
ゲストNa-Ga（キャラクター原案）
- リトルバスターズ!の原画家であるNa-Gaとの配信。収録を一度失敗し、録りなおしという意味も込め、タイトルにリベンジと付けられている。今回も前と同様に注意書きがある。

## 配信内容（第2期）

### 復活 第1回配信
配信日2015年2月28日
配信時間2時間12分
ゲスト中川泰誠
- 麻枝の親友・中川を招いての配信。Angel Beats!放映後から新作アニメCharlotteのタイトル決定までの中川とのメールのやり取りを紹介。配信時間に関してはコンパクトと発言されている。

### 復活 第2回配信（最終回）
配信日2015年7月2日
配信時間3時間57分
ゲスト吉田信彦
- 麻枝の親友・吉田を招いての配信。
- 番組史上で最も多く曲がかかっており、大学生時代の麻枝の話について語られている。

## 配信内容（第3期）

### 第1回 配信（第3期）
配信日
2020年7月25日
配信時間
4時間27分20秒
ゲスト
中川泰誠（学生時代に音楽ユニット『KIMELLA』で共に活動）

### 第1回 戦後処理（第3期）
配信日
2020年7月25日
配信時間
17分38秒